# تيم كارتر (مدرب كرة سلة)
تيم كارتر (بالإنجليزية: Tim Carter)‏ هو مدرب كرة سلة أمريكي، ولد في 13 يونيو 1956 في ويتشيتا في الولايات المتحدة.